# الشهور القبطية
الشهور القبطية هي الشهور المصرية القديمة المرتبطة بنجم الشعرى اليماني Sirius والتي استخدمها المصريون القدماء في كل ما يختص بالزراعة والحصاد ولا تزال هذه الشهور تستخدم في الريف المصري المعاصر لان هذه الشهور كانت مرتبطة بمواعيد الزراعة والحصاد.وقد استخدمها الأقباط كذلك في عصور لاحقة.

## أصل التقويم
يعود اصل هذه التقويم إلى 1235 قبل الميلاد، حينما قسم الفراعنة السنة إلى 12 شهرًا وكل شهر فيه 30 يومًا يضاف إلى ذلك خمسة أيام تسمى الشهر الصغير أو أيام النسى، كما يضاف في السنة الرابعة يومًا إلى أيام النسى، فتصبح ستة أيام بدلًا من خمسة، وذلك بأمر من بطليموس الثالث سنة 238، فأصبح عدد أيام السنة 365 يومًا مثلها في ذلك مثل السنة في التقويم الشمسي.

## أسماء الشهور
حملت هذه الشهور أسماء مصرية قديمة (هيروغليفية)، ثم حُوِّرَتْ إلى القبطية وهيَ:
1. توت (11/12 سبتمبر) = نسبة إلى الاله المصري توت أو تحوت (إله الحكمة والعلم والكتابة وحامى الكتبة).
2. بابة (10/11 أكتوبر)= «آبة» هو الاسم الأصلي للأقصر، وكذلك نسبة إلى عيد أوبت: وهو عيد انتقال الإله آمون من معبده في الكرنك إلى معبده في الأقصر.
3. هاتور(10/11 نوفمبر)= نسبة إلى حاتحور (هاتور في القبطية) الهة العطاء والحب والموسيقى.
4. كيهك أو كياك (10/11 ديسمبر)=مشتق من التعبير كا-حر-كا أي قرين مع قرين.ومعناه: عيد اجتماع الأرواح عند الفراعنة.
5. طوبة(9/10 يناير)= مشتق من الكلمة المصرية القديمة تاعبت وهو أحد الاعياد.
6. أمشير(8/9 فبراير)= إشارة إلى عيد يرتبط بالاله «مخير» وهو الاله المسؤول عن الزوابع.
7. برمهات (10/11 مارس)= ربما نسبة إلى عيد يتعلق بالملك أمنحتب.
8. برمودة(9 أبريل)= نسبة إلى إله الحصاد الفرعونى (رنودة).
9. بشنس(9 مايو)= نسبة إلى الاله خونسو (خنس في القبطية)إله القمر عند الفراعنة وممثل دور الابن في ثالوث طيبة.
10. بؤونة(8يونيو)= نسبة إلى عيد «أنت» أي عيد الوادى وهو العيد الذي ينتقل فيه آمون من شرق النيل إلى غربه.وكانت الذبائح تقدم تكريماً للراقدين.
11. أبيب(8 يوليو)=عيد الإلهة أبيبى عند الفراعنة.
12. مسره (مسرى)7 أغسطس= نسبة إلى مسو-رع أي ولادة رَع.
13. النسى أو الشهر الصغير، يحتفل بأوزيريس في أول هذه الأيام.

## الأمثال
1. توت (11/12 سبتمبر) = توت ري ولا تموت
2. بابة (10/11 أكتوبر)= بابه خش واقفل البوابة (اتقاء للبرد)
3. هاتور (10/11 نوفمبر)= يقول للبرد طور طور (قم) -- (بداية البرد) أو هاتور أبو الدهب منثور (أي القمح) أو إن فاتك هاتور اصبر لما السنة تدور.
4. كيهك أو كياك (10/11 ديسمبر)= صبحك مساك شيل يدك من غداك، وحطها في عشاك (أقصر أيام السنة) / كهك برد فوق وبرد تحت.
5. طوبة (9/10 يناير)= تخلي الشابة كركوبة (البرد الشديد) أي تقوم الشابة منحنية من البرد/ وطوبة برد أعجوبة.
6. أمشير (8/9 فبراير)= يفصص الجسم نسير نسير (أي من شدة الهواء) أو أمشير أبو الزعابير الكتير ياخد العجوزة ويطير.
7. برمهات (10/11 مارس)= روح الغيط وهات (موعد نضج المحاصيل الشتوية)
8. برمودة (9 أبريل)= برمودة دق العامودة. (أي دق سنابل القمح بعد نضجها)
9. بشنس (9 مايو)=بشنس يكنس الغيط كنس.
10. بؤونة (8يونيو)= تنشف المياه من الماعونة (شدة الحر) أو بؤونه نقل وتخزين المونة (أي المؤنة للاحتفاظ بها بقية العام)
11. أبيب (8 يوليو) = أبيب أبو اللهاليب (شدة الحر) / أبيب فيه العنب يطيب.
12. مسره (مسرى)7 أغسطس = مسرى تجرى فيه كل ترعة عسرة (ازدياد مياه القيظان فتغمر الأرض.)
13. النسى أو الشهر الصغير: = تزرع أي شيء حتى لو في غير اوانه وينمو